# 17-бета-гидроксистероиддегидрогеназы
17-бета-гидроксистероиддегидрогеназы (17β-HSD) - группа алкогольоксидоредуктаз, катализирующих дегидрирование 17-гидроксистероидов в процессе стероидогенеза.

## Гены
Гены ферментов семейства 17β-HSD: 
- HSD17B1
- HSD17B2
- HSD17B3
- HSD17B4
- HSD17B6
- HSD17B7
- HSD17B8
- HSD17B10
- HSD17B11
- HSD17B12
- HSD17B13
- HSD17B14

## Медицинское значение
Мутации гена HSD17B3 вызывают недостаточность 17-бета-гидроксистероиддегидрогеназы III (OMIM 264300).